# Tsuji Jun

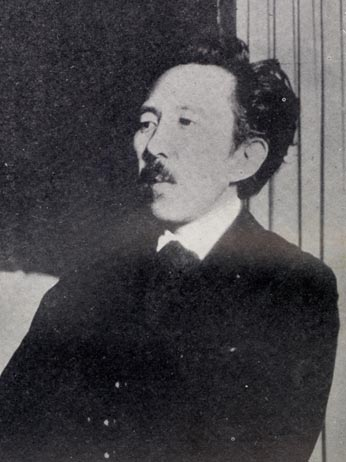
Tsuji Jun

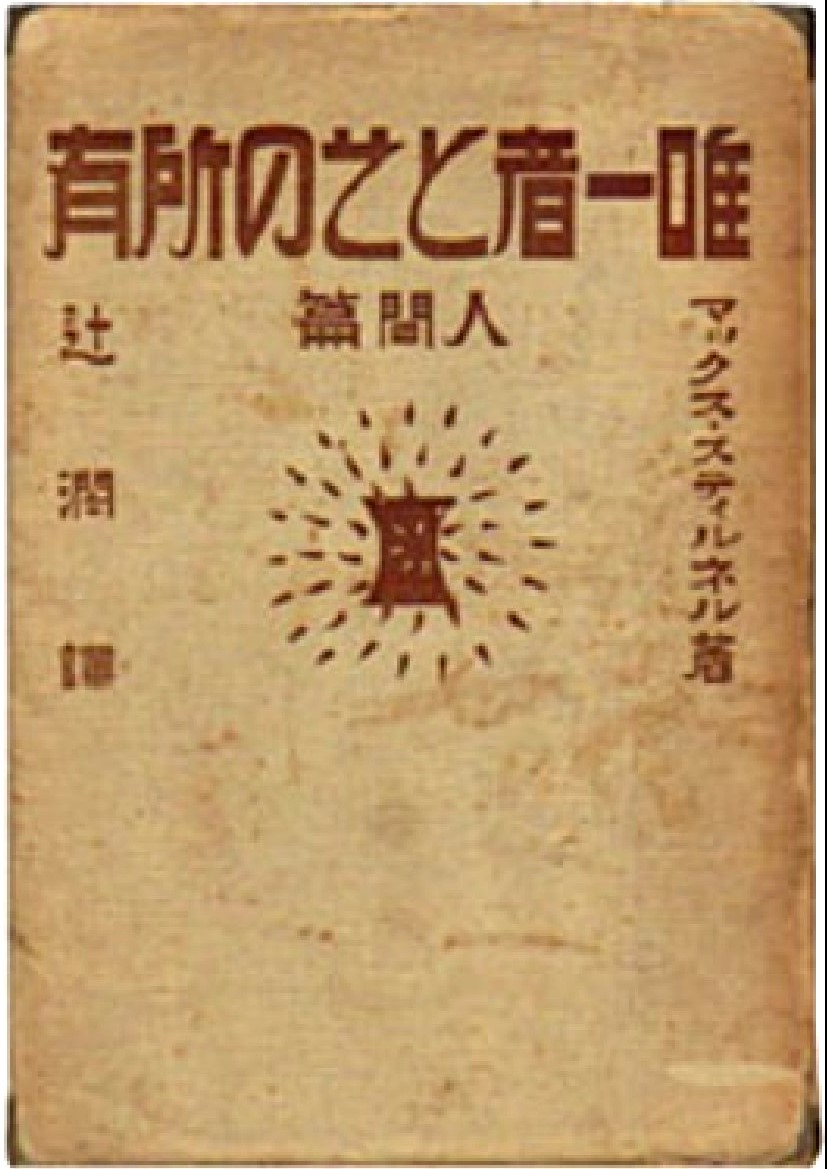
唯一者とその所有

Tsuji Jun (japanisch 辻 潤; geboren 4. Oktober 1884 in Asakusa, Tokio; gestorben 24. November? 1944 ebenda) war eine der zentralen Figuren des Dadaismus in Japan.

## Leben und Wirken
Tsuji Jun absolvierte ein Sprachstudium an der Schule der „Kokumin eigaku-kai“ (国民英学会) und an der „Jiyū eigakusha“ (自由英学舎) und an anderen Orten. Als er von 1909 an an der „Ueno Girls’ High School“ (上野高等女学校, Ueno kōtō jogakkō) arbeitete, verliebte er sich in seine Schülerin Itō Noe (1895–1923) und musste die Schule 1912 verlassen. Sie heirateten vier Jahre später, der Maler und Dichter Tsuji Makoto (辻 まこと; 1913–1975) ist ein Sohn aus dieser Verbindung, der zweite Sohn Tsuji Ryūji.
Tsuji lernte 1921 Takahashi Shinkichi (1901–1987) kennen und kam mit dem Dadaismus in Berührung. Er übersetzte Cesare Lombrosos (1835–1909) Genio e follia, Thomas De Quinceys (1785–1859) autobiografischen Essay Confessions of a English Opium-Eater und Oscar Wildes (1854–1900) Werk De profundis. Danach entdeckte und übersetzte Tsuji 1921 Der Einzige und sein Eigentum von Max Stirner (1806–1856) unter dem Titel „唯一者とその所有“. So führte er westeuropäische Ideen des Fin de Siècle ein und bezeichnete sich selbst als Dadaisten. Während er ein Wanderleben führte, veröffentlichte er von Zivilisationskritik geprägte Werke.
In seinen späteren Jahren wurde er von psychischer Instabilität geplagt und sein Leben durch häufige Krankenhausaufenthalte geprägt. Er wurde 1944 verhungert in seiner Wohnung gefunden.

## Werke
- „Furō mango“ (浮浪漫語) – „Müßige Gedanken“, eine größere Sammlung von Essays 1922[3]
- „Dada no hanashi“ (ダダの話), 1922 – „Gespräch über Dada“
  - Übersetzung in Thomas Hacker: Dada und Futurismus in Japan. S. 198–207
- „Mélanges“
- „Desupera“ (ですぺら), 1924 – „Verzweiflung“
- „Dō sureba ii no ka“ (どうすればいゝのか), 1929 – „Was tun?“
- „Zetsubō no sho“ (絶望の書), 1930 – „Buch der Verzweiflung“
- „Chijin no doitsugo“ (痴人の独語), 1935 – „Worte eines Narren“
- „Bōfura izen“ (ボウフラ以前), 1936 – „Vor der Larve“[4]